# Filips Erasmus van Liechtenstein
Filips Erasmus Aloys Ferdinand Maria Sebaldus (Zürich, 19 augustus 1946) is de tweede zoon van vorst Frans Jozef II van Liechtenstein en Georgina von Wilczek.
Prins Filips Erasmus huwde op 11 september 1971 in Brussel de Belgische Isabelle de l'Arbre de Malander (1949). Het echtpaar kreeg drie zoons:
- Alexander (Bazel, 19 mei 1972), huwde te Vaduz op 24 januari 2003 met Astrid Kohl (Regensburg, 13 september 1968). Zij hebben een dochter Theodora (Genève, 20 november 2004).
- Wenceslaus (Ukkel, 12 december 1974)
- Rudolf (Ukkel, 7 september 1975)

- Gemeinsame Normdatei: 1023978377
- Virtual International Authority File: 255680499
- WorldCat: E39PBJrRdRccyQFyJWQqwK8XBP